# Mozarttrasse
Die Mozarttrasse in Bremen ist ein Paradebeispiel für die autogerechte Stadtplanung seit dem Ende des Zweiten Weltkriegs bis in die 1970er-Jahre. Die Schnellstraße, die mitten durch das eng bebaute historische Ostertorviertel gelegt werden sollte, ist aufgrund von anhaltenden Anwohnerprotesten nie verwirklicht worden.

Als Teil des sogenannten Tangentenvierecks, welches als Verbindung von Schnellstraßen um die Bremer Altstadt gelegt werden sollte, um den Verkehr zu entlasten, reichen ihre Planungsanfänge bereits zurück bis in die Zeit der Weimarer Republik. 
Während die Trassenplanung immer wieder zurückgestellt wurde und sich im Laufe der Zeit der genaue Standpunkt des Vorhabens wiederholt verschoben hatte, war es ein über Jahrzehnte durch den einflussreichen Architekten und Stadtplaner Wilhelm Wortmann befördertes Verkehrsprojekt, das im Jahr 1964 kurz vor der Umsetzung stand. Bereits in den 1950er Jahren war ein Bau- und Sanierungsverbot für die Häuser im betroffenen Bereich auferlegt worden, woraufhin ein Abwertungsprozess der Immobilien erfolgt war. Große Baugesellschaften und die Stadt hatten diese dann maroden Häuser nach und nach gekauft, um sie abreißen zu lassen.
Starke Anwohnerproteste Ende der 1960er Jahre, die von der Bremer SPD unterstützt wurden, haben nach einem langwierigen Prozess und viel Diskussion zu einem Umdenken geführt. 1973 wurde die Planung  eingestellt. Heute zeugt noch der Rembertikreisel, der als erste Etappe der Trassenplanung entstand, die Hochstraße am Breitenweg und die in weiten Teilen als Hochstraße ausgebaute B75 nach Oldenburg vom aufgegebenen Verkehrs-Großprojekt. Nach Trassenstopp begann die behutsame Sanierung des Ostertorviertels. Im Zuge dieser wurden Baulücken geschlossen, wobei Neubauten mit der Absicht einer Stadtreparatur modern interpretiert dem Stil der bestehenden Bremer Häuser angepasst wurden.